# José Bondía Román
José Bondía Román (Salamanca, siglo XX) fue un sindicalista español.

## Biografía
Originario de Salamanca, trabajó en IBM y fue secretario de propaganda en el Comité nacional de la CNT dirigido por Juan Gómez Casas. En diciembre de 1979 fue elegido Secretario general de la CNT en el V Congreso celebrado en Madrid. Ocupó el cargo hasta enero de 1983 y fue quien inició las reclamaciones al gobierno español del patrimonio histórico del sindicato.
Si bien siempre había sido uno de los representantes del sector más ortodoxo, desde 1983 se mostró partidario de participar en las elecciones sindicales. Fue acusado de mantener posturas ejecutivistas, tomando decisiones por encima del conjunto de la Confederación y de las bases anarcosindicalistas. Sus críticos le acusaron de aprovechar su cargo para llevar a la CNT a posturas más reformistas, acercándose al PSOE, manteniendo contactos con Alfonso Guerra. En 1983 la CNT de Cataluña pidió la expulsión de Bondía de la confederación. Se le acusaba de varias cosas. Por un lado, de haber descapitalizado el sindicato con una nefasta gestión económica, dejando una deuda de once millones de pesetas. Además negoció, a espaldas de la organización, el tratamiento por parte de la Generalidad de Cataluña de los archivos del Instituto de Historia social de Ámsterdam. También se puso en su contra el hecho de haber negociado con el Gobierno de Felipe González de nuevo a espaldas de la CNT. Finalmente, Bondía fue expulsado.
En 1986 su fracción se unión a la llamada CNT-Congreso de Valencia, que a la postre derivaría en lo que en la actualidad es la Confederación General del Trabajo (CGT).